# Doktorzy honoris causa Uniwersytetu Marii Curie-Skłodowskiej

## Doktorzy honoris causa UMCS
- 1950
  - Irena Curie – fizyk, Komitet ds. Energii Atomowej, Francja
  - Fryderyk Joliot-Curie – fizyk, Uniwersytet Paryski, Francja
- 1962
  - Eugeniusz Konstantynowicz Łazarenko(inne języki) – geolog, Uniwersytet im. Franki we Lwowie, ZSRR
- 1970
  - Paolo Buffa – mikrobiolog, Uniwersytet w Modenie, Włochy
  - Dymitr Leonidowicz Pochilewicz – historyk, Uniwersytet im. Franki we Lwowie, ZSRR
  - Grzegorz Leopold Seidler – prawnik, UMCS w Lublinie
  - Sandor Szalay – fizyk, Instytut Fizyki Jądrowej „Atomki” w Debreczynie, Węgry
- 1973
  - Władysław Szafer – botanik, Uniwersytet Jagielloński
- 1974
  - Aleksander Romanowicz Łuria – psycholog, Uniwersytet im. Łomonosowa, ZSRR
  - Bruno Franciszek Straub – biochemik, Węgierska Akademia Nauk, Węgry
- 1976
  - Stefan Kieniewicz – historyk, Uniwersytet Warszawski
  - Jan Leja(inne języki) – fizyko-chemik, Uniwersytet Kolumbii Brytyjskiej w Vancouver, Kanada
- 1978
  - Jacob Kistemaker(inne języki) – fizyko-chemik, Instytut Fizyki Atomowej i Molekularnej w Amsterdamie, Holandia
- 1979
  - Witold Czachórski – prawnik, Uniwersytet Warszawski
- 1980
  - Mikołaj Grigorewicz Maksymowicz(inne języki) – matematyk, Uniwersytet im. Franki we Lwowie, Polska/ZSRR
  - Wacław Szybalski – mikrobiolog, Uniwersytet Wisconsin, Polak/USA
  - Bohdan Dobrzański – gleboznawca, Akademia Rolnicza w Lublinie
  - Tadeusz Tomaszewski – psycholog, Uniwersytet Warszawski
- 1982
  - Narcyz Łubnicki – filozof, UMCS
- 1984
  - Adam Paszewski – biolog, UMCS
  - Qazi Ibadur Rahman(inne języki) – matematyk, Uniwersytet w Montrealu, Kanada
- 1985
  - Józef F.K. Huber(inne języki) – chemik, Institut Anal. Chemie w Wiedniu, Austria
  - Andrzej Waksmundzki – chemik, UMCS
  - Alfred Jahn – geomorfolog, Uniwersytet Wrocławski
- 1986
  - Rudolf Kirchschläger – prawnik i polityk, Premier Austrii
- 1989
  - Maria Kuncewicz – pisarka
- 1990
  - Władysław Kunicki-Goldfinger – mikrobiolog, Uniwersytet Warszawski
  - Willy Brandt – polityk, Kanclerz Niemiec
  - Egon Matijević(inne języki) – chemik, Ditigushed University w Nowym Jorku, USA
- 1991
  - Tomas Venclova – filolog i poeta, Yale University w New Haven Litwa/USA
- 1992
  - Nikita Iljicz Tołstoj – filolog, Uniwersytet Moskiewski, Rosja
  - Aniela Chałubińska – geograf, UMCS
  - Jerzy Minczewski – chemik, Politechnika Warszawska
- 1993
  - Klaus Dietrich – fizyk, Technische Universität München, RFN
  - Norman Davies – historyk, UCL School of Slavonic and East European Studies w Londynie, Wielka Brytania
- 1994
  - William A. Steele(inne języki) (27 kwietnia) – chemik, Wydział Chemii Pennsylvania State University, USA
  - Jerzy Ignatowicz (29 czerwca) – prawnik, WPiA UMCS
- 1995
  - Jan Karski (28 czerwca) – historyk i polityk, Wydział Humanistyczny, Georgtown University
  - Zbigniew Lorkiewicz (11 października) – mikrobiolog, BiNOZ UMCS
  - Paul Weingartner(inne języki) (15 marca) – filozof i logik, Uniwersytet w Salzburgu, Austria
  - Marcel Storme(inne języki) (6 grudnia) – prawnik, Uniwersytet w Gandawie, Belgia
- 1996
  - Hubert Greppin(inne języki) (6 marca) – biofizyk, Uniwersytet w Genewie, Szwajcaria
- 1997
  - Gustaw Herling-Grudziński (19 marca) – pisarz, humanista
  - Tadeusz Baszyński(inne języki) (25 czerwca) – biolog, BiNOZ UMCS
- 1998
  - Andrzej Hrynkiewicz (11 marca) – fizyk jądrowy, Wydział Matematyki i Fizyki PAN w Krakowie
- 1999
  - Hanna Gronkiewicz-Waltz (28 kwietnia) – Prezes NBP
- 2000
  - Wiktor Juszczenko (27 września) – polityk i ekonomista, Premier Ukrainy
  - Jerzy Giedroyć (27 września) – publicysta i działacz emigracyjny, twórca i redaktor paryskiej Kultury
- 2001
  - Adam Sobiczewski (26 września) – fizyk jądrowy, Instytut Problemów Jądrowych PAN im. A. Sołtana
- 2002
  - Jerzy Haber (27 września) – chemik, Instytut Analizy i Fizykochemii Powierzchni PAN w Krakowie
  - Teresa Skubalanka (27 listopada) – humanista, Uniwersytet Marii Curie-Skłodowskiej
  - Henryk Samsonowicz (27 listopada) – historyk, Uniwersytet Warszawski
- 2003
  - Kashmiri Lal Mittal (30 kwietnia) – fizykochemik, USA
  - Krzysztof Pomian (24 września) – humanista, Uniwersytet Mikołaja Kopernika
  - William Artur Kirk (26 listopada) – matematyk, University of Iowa, USA
- 2004
  - Anna Wierzbicka (26 maja) – językoznawca, The Australian National University, Australia
  - Stanisław Waltoś (26 maja) – prawnik, Uniwersytet Jagielloński
  - Andrzej Legocki (23 czerwca) – biolog, Prezes Polskiej Akademii Nauk
  - Gunnar Öquist(inne języki) (23 czerwca) – biolog, Sekretarz Generalny Królewskiej Szwedzkiej Akademii Nauk, Szwecja
- 2005
  - Franciszek Ziejka (25 maja) – badacz literatury polskiej, rektor Uniwersytetu Jagiellońskiego
- 2006
  - Kurt Binder (29 marca) – fizyk, Uniwersytet Johannesa Gutenberga w Moguncji
  - Stephen Fischer-Galati(inne języki) (26 kwietnia) – filozof, Uniwersytet Colorado w Boulder
- 2008
  - Jan Baszkiewicz (28 maja) – historyk, Uniwersytet Warszawski
  - Natalja Gorbaniewska (24 września) – poetka
- 2009
  - Ernst Bauer (16 kwietnia) – fizyk, Arizona State University
  - Jerzy Szacki (17 czerwca) – socjolog
  - Leopold Unger (30 czerwca) – publicysta i dziennikarz
  - Gerhard Ertl (23 października) – fizyk i chemik, Dept. of Physical Chemistry, Fritz-Haber-Institut der Max-Planck-Gesellschaft w Berlinie
- 2011
  - Jerzy Pomianowski (28 września) – prozaik i eseista
- 2012
  - Xavier Coqueret(inne języki) (20 czerwca) – chemik, Université de Reims Champagne-Ardenne, URCA
  - Frank Wilczek (17 września) – fizyk, Massachusetts Institute of Technology (MIT)
  - Mykoła Grygorowicz Krykun(inne języki) (24 października) – historyk, Uniwersytet im. I. Franki we Lwowie
- 2013
  - Vladimir Moiseevich Gun'ko(inne języki) (27 listopada) – chemik, Narodowa Akademia Nauk Ukrainy
- 2014
  - Jean Poesen(inne języki) (24 kwietnia) – geograf, Katolicki Uniwersytet w Lowanium, Belgia
  - Bogusław Śliwerski (23 maja) – pedagog, Chrześcijańska Akademia Teologiczna w Warszawie / Akademia Pedagogiki Specjalnej im. Marii Grzegorzewskiej w Warszawie
  - Roman Hauser (25 czerwca) – prawnik, Uniwersytet im. Adama Mickiewicza w Poznaniu
  - Henryk Skarżyński (29 września) – lekarz, Instytut Fizjologii i Patologii Słuchu w Warszawie
  - Adam Daniel Rotfeld (22 października) – politolog, Instytut Badań Interdyscyplinarnych „Artes Liberales” Uniwersytet Warszawski
- 2016
  - Teresa Łoś-Nowak (14 grudnia) – politolog, Uniwersytet Wrocławski
- 2019
  - Michał Śliwa (26 czerwca) – politolog, Uniwersytet Pedagogiczny im. KEN w Krakowie
  - Pierre Joliot (24 października) – biochemik[1]
- 2021
  - Jurij Oganessian – fizyka jądrowa, Instytut Badań Jądrowych w Dubnej
- 2022
  - Marian Turski – prawa człowieka, Tygodnik „Polityka”